# Бёрст, Альвин
Альвин Бёрст (нем. Alwin Boerst; 20 октября 1910, Остероде-ам-Харц, Ганновер — 30 марта 1944, вблизи Парлити, Яссы) — немецкий военный летчик-ас во времена нацистской Германии. Один из самых успешных боевых пилотов пикирующего бомбардировщика Ju 87 «Штука». Совершил 1 061 боевой вылет. Майор (посмертно, 1944) Люфтваффе. Один из 160 кавалеров Рыцарского креста Железного креста с дубовыми листьями и мечами (посмертно, 1944).

## Биография
Альвин Бёрст родился 20 октября 1910 года в городе Остероде-ам-Харц в прусской провинции Ганновер в семье ветеринара. Он стал самым молодым из девяти мальчиков в семье Бёрст. После окончания гимназии поступил в университет в Геттингене, где наряду с математикой и физикой начал изучать и самолетостроение. Ещё в гимназии Альвин увлекся полетами на планерах и принимал участие в строительстве учебного планера.
Военная карьера
- 4 апреля 1934 — солдат
- 12 октября 1935 — унтер-офицер
- 1 сентября 1938 — лейтенант
- август 1940 — обер-лейтенант
- 1 декабря 1942 — гауптман
- 6 апреля 1944 — майор (посмертно)

Летом 1933 года сдал тесты «А» и «В», которые дали ему право совершать самостоятельные полеты на планерах. После этого Бёрст регулярно принимал участие во многих соревнованиях планеристов, которые проходили в горах в 25 милях к северу от Франкфурта-на-Майне.
4 апреля 1934 года он поступил на военную службу солдатом 2-го взвода 6-го автомобильного батальона. 12 октября 1935 года ему присвоено звание унтер-офицера. Однако служба в противотанковой артиллерии не увлекала молодого парня и в 1937 году унтер-офицер Бёрст добился перевода в Люфтваффе. Сначала его направили в подразделение бомбардировочной авиации в «7./KG157 „Boelcke“». В 1938 году после прохождения летной подготовки обер-фенрих Бёрст прибыл для прохождения службы в «I./StG163» и получил назначение в «3./StG163», которой командовал обер-лейтенант Вальдемар Плевиг. 1 сентября 1938 года Бёрсту присвоено звание лейтенанта.
1 мая 1939 года в связи с трансформацией воздушных сил Германии «I./StG163» была преобразована в «I./StG2». В июле 1939 года бортрадистом-стрелком на Ju-87 Бёрста был назначен Эрнст Филиус, вместе с которым Бёрст и летал в течение следующих пяти лет на одном самолёте.
С началом Второй мировой войны Бёрст участвовал в боях в Польше, где он совершил 39 боевых вылетов, и 27 сентября 1939 года был награждён Железным крестом 2-го класса.
С первых часов вторжения в страны Западной Европы лейтенант А. Бёрст в авангарде битвы. Он участвовал в первом боевом вылете на Западе, когда Ju-87B из «StG2» атаковали фортификационные укрепления бельгийцев в районе форта Эбен Эмаль и мост в районе Алста. Впоследствии штурмовал позиции союзных войск и укрепления Льежа, Намюра, Кале, Амьена.
9 июня 1940 года Альвин Бёрст за успешное выполнение 113 боевых вылетов был награждён Железным крестом 1-го класса, а в августе 1940 года ему было присвоено звание обер-лейтенанта.
В апреле 1941 года немецкий Вермахт вторгся в Югославское королевство. Во время боёв в небе Балкан обер-лейтенант Бёрст выполнил 22 боевых вылета, потом в мае ещё столько же во время боев за остров Крит. При этом ему удалось потопить один британский эсминец и ещё один тяжело повредить, который впоследствии также затонул (HMS «Келли» и HMS «Кашмир»).
Накануне вторжения в Советский Союз Бёрст был назначен командиром 3./StG2". 28 июня 1941 года он совершил свой 200-й боевой вылет, а уже 21 июля — 250-й. 2 сентября в ходе своего 300-го вылета Бёрст уничтожил мост через Неву в районе Тырково. Кроме того, в первые месяцы войны на Восточном фронте он также уничтожил 79 автомобилей, 6 танков, несколько артиллерийских батарей и один железнодорожный состав.
5 октября 1941 года обер-лейтенант Бёрст награждён Рыцарским Крестом, к которому он был представлен после 300 боевых вылетов.
7 апреля 1942 года он выполнил свой 400-й боевой вылет, а 11 мая — 475-й. 10 августа 1942 года Бёрст совершил 600-й вылет.
В начале сентября был отозван с фронта и направлен в авиашколы инструктором для обучения молодых пилотов Ju 87 «Штука». Вместо Бёрста командиром 3./StG2" был назначен бывший командир «2./StG2» гауптман Рихард Чекаи.
28 ноября 1942 года обер-лейтенант Бёрст за 624 боевых вылетов был награждён дубовыми листьями к Рыцарскому кресту («№ 149»), а 1 декабря ему было присвоено звание гауптман.
Весной 1943 Бёрст вернулся обратно в «StG2» и уже 16 мая 1943 года в районе Керчи он совершил свой 700-й боевой вылет.
Во время боев на Курской дуге интенсивность полетов штурмовой авиации Люфтваффе была необычайной. Так гауптман Бёрст выполнил 800-й вылет западнее Орла 25 июля 1943 года, а уже 28 августа — свой 900-й самолёто-вылет на штурмовку.
29 сентября 1943 года молодого офицера назначен командиром I./StG2", но через несколько дней в начале октября в ходе одного из вылетов Бёрст получил ранение в ногу осколком зенитного снаряда и был отправлен в госпиталь в Бухарест. Однако он пробыл там недолго и уже вскоре окончательно принял у майора Бруно Диллей командование над I./StG2".
29 января 1944 года в районе Умани Бёрст провёл свой 1 000-й боевой вылет.
30 марта 1944 года гауптман Бёрст вылетел на Ju-87G-1, чтобы атаковать прорвавшиеся в районе Ясс советские танки. Это был уже 1060-й вылет Бёрста и в то же время первый боевой вылет на противотанковом варианте «Штуки». На северо-восток от Ясс в районе села Парлити, неподалеку от железнодорожной линии, он обнаружил и атаковал передовые советские танки. Как всегда, «Штуки» встретили сильный зенитный огонь. Самолёт Бёрста, получив несколько попаданий, не справился с управлением и загорелся. Бортрадист обер-фельдфебель Филиус успел покинуть кабину, но его парашют зацепился за хвостовое оперение. Горящий самолёт, падая, напоследок протаранил ещё один советский танк.
6 апреля 1944 года гауптман Альвин Бёрст был посмертно награждён мечами к Рыцарскому кресту «(№ 61)». 19 мая его бортрадист-стрелок обер-фельдфебель Эрнст Филиус, что сделал с ним более 900 боевых вылетов, был также посмертно награждён Рыцарским крестом.